# Menestomorpha
Menestomorpha é um gênero de traça pertencente à família Agonoxenidae.